# La Situation (film)
Pour les articles homonymes, voir La Situation.
La Situation (titre original : The Situation) est un film dramatique américain réalisé en 2006 par Philip Haas et sorti en 2007 en France.

## Synopsis
Wendy Steavenson, jeune journaliste, effectue son premier grand reportage pendant la sanglante guerre d’Irak. Elle prend conscience de l’ampleur du conflit et se rend compte que l’objectif des Américains n’est pas clair. Pendant ce reportage naît une histoire d'amour triangulaire entre un agent de la CIA, Dan Murphy, la journaliste et un photographe irakien, Zaid.

## Fiche technique
- Titre original : The Situation
- Titre français : La Situation
- Réalisateur : Philip Haas
- Scénario : Wendell Steavenson
- Création des costumes : Nezha Dakil et Anita Yavich
- Image : Sean Bobbitt
- Montage : Curtiss Clayton
- Musique originale : Jeff Beal
- Producteurs : Liaquat Ahamed, Neda Armian et Michael Sternberg
- Format : Couleur – 1,85.1 – Dolby Digital
- Dates de sortie : 
  - États-Unis : 18 octobre 2006
  - France : 2007
- Durée : 101 min

## Distribution
- Connie Nielsen : Anna Molyneuz
- Damian Lewis : Dan Murphy
- Mido Hamada : Zaid
- John Slattery : Colonel Carrick
- Thomas McCarthy : Major Hanks
- Shaun Evans : Wesley
- Peter Eyre : l'amabassadeur américain

## Autour du film
La Situation est le premier long métrage américain traitant de la guerre en Irak.
Ce film fut présenté le 18 octobre 2006 au Festival international du film des Hamptons (Hamptons International Film Festival)